# Karrar
Karrar (ryska: Каррар) är en ort i Azerbajdzjan.   Den ligger i distriktet Kürdämir rayonu, i den centrala delen av landet, 130 km väster om huvudstaden Baku. Karrar ligger 2 meter över havet och antalet invånare är 1 485.
Terrängen runt Karrar är mycket platt, och sluttar söderut. Närmaste större samhälle är Kürdämir, 19,5 km väster om Karrar.
Trakten runt Karrar består till största delen av jordbruksmark. Runt Karrar är det ganska tätbefolkat, med 54 invånare per kvadratkilometer.